# ليون سانشيز
ليون سانشيز (بالإسبانية: León Sánchez)‏ هو مجدف أوروغواياني، (و. 1905  م).

## وصلات خارجية
- ليون سانشيز على موقع الاتحاد الدولي للتجديف (الإنجليزية)
- ليون سانشيز على موقع اللجنة الأولمبية الدولية (الإنجليزية)
- ليون سانشيز على موقع أوليمبيديا (الإنجليزية)